# Barrio Tercero, Tepanco de López
Barrio Tercero är en ort i Mexiko.   Den ligger i kommunen Tepanco de López och delstaten Puebla, i den sydöstra delen av landet, 200 km sydost om huvudstaden Mexico City. Barrio Tercero ligger 1 822 meter över havet och antalet invånare är 152.
Terrängen runt Barrio Tercero är kuperad åt sydväst, men åt nordost är den platt. Runt Barrio Tercero är det ganska tätbefolkat, med 108 invånare per kvadratkilometer. Närmaste större samhälle är Tehuacán, 16,5 km öster om Barrio Tercero. Trakten runt Barrio Tercero består i huvudsak av gräsmarker.